# Liste des fosses de la Compagnie des mines d'Anzin

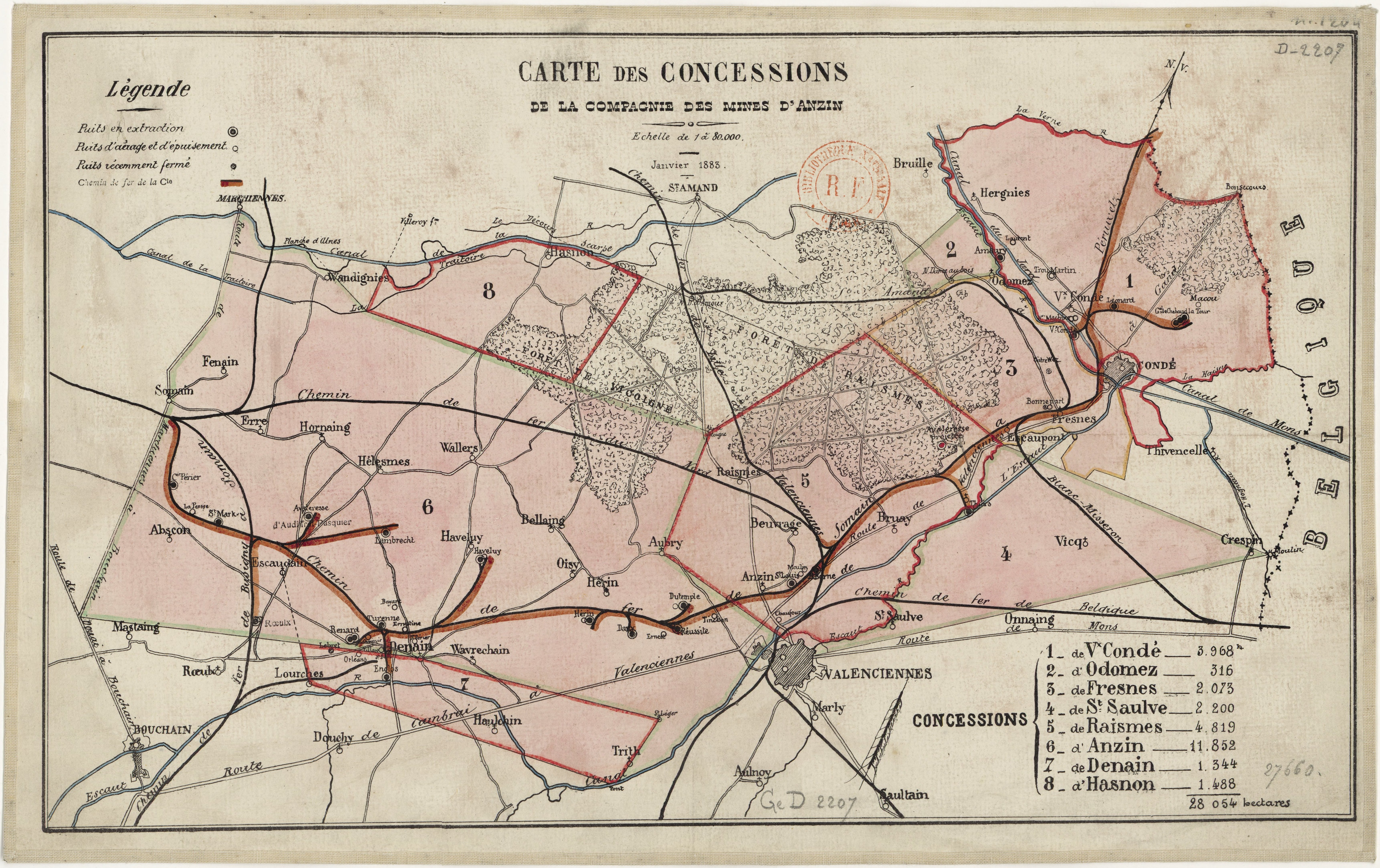
La Compagnie des mines d'Anzin a possédé huit concessions : Vieux-Condé, Odomez, Fresnes, Saint-Saulve, Raismes, Anzin, Denain et Hasnon, s'étendant sur 28054 hectares.

Cet article liste les fosses de la Compagnie des mines d'Anzin, ainsi que celles ouvertes par les sociétés qui l'ont formée en fusionnant le 19 novembre 1757 : la Société Desaubois devenue Société Desandrouin-Taffin, la Société Desandrouin-Cordier et la Société de Cernay. Cet article prend également en compte la fendue Saint-Georges ouverte après la nationalisation par le Groupe de Valenciennes, ainsi que des fosses ouvertes par des sociétés rivales sur terrains qui ont ensuite été concédés à la Compagnie d'Anzin, et les fosses ouvertes hors concession.

## Liste des fosses
La première date indique le début du fonçage tandis que la seconde indique la date de fin d'exploitation ou de fermeture (qui peut différer de la date du comblement, usuellement utilisée), :
- les avaleresses Point du jour (1716-1717, Fresnes-sur-Escaut)
- les avaleresses du Moulin (1716-1717, Escautpont)
- les avaleresses Ponchelet (1716-1717, Escautpont)
- la fosse Jeanne Colard (1718-1721 et 1723-1732, Fresnes-sur-Escaut)
- les avaleresses du Sars (1725-1725, Petite-Forêt)
- les avaleresses Peau de Loup (1726-1727, Odomez)
- la fosse d'Estreux (1726-?, Estreux)[GB 1]
- les avaleresses Bosquiaux (1728-1729, Bruay-sur-l'Escaut)
- la fosse Routard (1728-1733, Fresnes-sur-Escaut)
- l'avaleresse Caulier (1729-1729, Fresnes-sur-Escaut)
- les avaleresses de Quarouble (1729-1729, Quarouble)
- l'avaleresse de Crespin (1730-1730, Crespin)
- les avaleresses de la Croix (1730-1732, Anzin)
- la fosse Long Farva (1730-1735, Fresnes-sur-Escaut)
- la fosse Toussaint Carlier (1730-1739, Fresnes-sur-Escaut)
- la fosse Petites Fosses (1731-1735, Fresnes-sur-Escaut)
- la fosse de la Citadelle (1731-1733, Valenciennes)
- la fosse Crève-Cœur (1732-1736, Fresnes-sur-Escaut)
- la fosse Pierronne (1732-1784, Fresnes-sur-Escaut)
- la fosse Saint-Pierre (1732-1742, Fresnes-sur-Escaut)
- l'avaleresse du Bois de Hurlies (1732-1742, Condé-sur-l'Escaut)
- la fosse du Pavé (1733-1750 et 1735-1760, Anzin)
- la fosse du Mitant (1736-1779, Anzin)
- la fosse de la Patience (1737-1793, Anzin)
- la fosse de la Riviérette (1737-1782 et 1737-1788, Valenciennes)
- la fosse des Gardins (1738-1764, Anzin)
- la fosse Clausin (1738-1745, Fresnes-sur-Escaut)
- la fosse Durfin (1738-1752, Fresnes-sur-Escaut)
- la fosse de la Barrière (1740-1817, Anzin)
- la fosse Saint-Nicolas (1740-1752, Fresnes-sur-Escaut)
- la fosse Hurbin (1741-1743, Condé-sur-l'Escaut)
- la fosse Gaspard (1743-1746, Vieux-Condé)
- les avaleresses Élisabeth Dahié (1744-1748, Fresnes-sur-Escaut)
- l'avaleresse Rougette (1746-1746, Fresnes-sur-Escaut)
- la fosse Sainte-Anne (1746-1756, Fresnes-sur-Escaut)
- la fosse Huvelle (1746-1750, Vieux-Condé)
- la fosse du Milieu (1747-1750, Vieux-Condé)
- la fosse Balive (1749-1751, Vieux-Condé)
- la fosse des Trois Arbres (1750-1860 et 1750-1848, Vieux-Condé)
- la fosse Capote (1750-1780, Bruille-Saint-Amand)[note 1]
- la fosse Macho (1751-1793, Bruille-Saint-Amand)[note 1]
- la fosse du Gros Caillou (1752-1787, Vieux-Condé)
- la fosse Saint-Mathias (1752-1759, Fresnes-sur-Escaut)
- la fosse du Bois (1752-1792, Valenciennes)
- la fosse de la Machine à feu d'en haut (1752-1779, Anzin)
- les avaleresses de l'Écarlate (1753-1753, Vieux-Condé)
- la fosse de la Pâture (1753-1780 et 1753-1825, Fresnes-sur-Escaut)
- la fosse Saint-Lambert (1754-1762, Fresnes-sur-Escaut)
- la fosse Saint-Thomas (1754-1811, Vieux-Condé)
- l'avaleresse de 1754 (1754-?, Petite-Forêt)
- la fosse de Raismes (1755-1808, Anzin)
- la fosse du Comble (1755-1780, Anzin)
- la fosse du Mitant (1755-1781, Valenciennes)
- la fosse de la Petite machine à feu (1755-1805, Valenciennes)
- la fosse Tinchon (1755-1888 et 1772-1908, Valenciennes)
- la fosse Saint-Germain (1756-1784, Fresnes-sur-Escaut)
- la fosse Vieille Machine (1758-1916 et 1758-1823, Vieux-Condé)
- l'avaleresse Mon Désir (1760-1763, Fresnes-sur-Escaut)
- la fosse Brûlée (1760-1811, Fresnes-sur-Escaut)
- la fosse du Pied (1761-1809, Vieux-Condé)
- la fosse du Mouton Noir (1761-1794 et 1761-1807, Valenciennes)
- la fosse du Pied (1761-1793, Valenciennes)
- l'avaleresse d'Odomez (1762-1762, Odomez)
- la fosse du Chaufour (1762-1884, Valenciennes)
- la fosse du Beaujardin (1763-1839, Valenciennes)
- la fosse Dutemple (1764-1911 et 1764-1940, Valenciennes)
- la fosse Lomprez (1764-1854 et 1803-1854, Valenciennes)
- la fosse Demézières (1764-1857, La Sentinelle)
- la fosse Saint-Roch (1764-1811, Vieux-Condé)
- la fosse Grosse Fosse (1765-1884, Valenciennes)
- la fosse des Hayes (1766-1767, Bruille-Saint-Amand)[note 1]
- la fosse Saint-Christophe (1767-1781, Valenciennes)
- l'avaleresse Goriau (1770-1771, Saint-Saulve)[note 2]
- les avaleresses Saint-Laurent (1771-1772, Fresnes-sur-Escaut)
- la fosse du Mambour (1771-1800, Valenciennes)
- la fosse Saint-Louis (1773-1787 et 1773-1804, Fresnes-sur-Escaut)
- la fosse Mon Désir (1773-1823 et 1773-1861, Vieux-Condé)
- la fosse du Poirier (1773-1823, Valenciennes)
- la fosse Henri (1773-1781, Valenciennes)
- la fosse Saint-Jean (1774-1784, Fresnes-sur-Escaut)
- les avaleresses Stiévenard (1775-1776, Saint-Saulve)[note 2]
- l'avaleresse Saint-Marc (1777-1777, Saint-Saulve)[note 2]
- l'avaleresse d'Oisy (1777-1778, Oisy)
- la fosse Saint-Pierre (1777-1793, Valenciennes)
- la fosse Saint-Mathieu (1777-1804, Fresnes-sur-Escaut)
- l'avaleresse Saint-Roch (1778-1778, Valenciennes)[note 2]
- les avaleresses de la Chapelle (1778-1786, Fresnes-sur-Escaut)
- l'avaleresse Menu Bois (1779-1779, Vieux-Condé)
- la fosse Saint-Jean (1780-1822, Anzin)
- la machine à feu (1781-1782, Bernissart)
- la fosse du Marais (1782-1834, Valenciennes)
- la fosse Bleuse Borne (1783-1935, Anzin)
- la fosse Saint-Joseph (1783-1787, Fresnes-sur-Escaut)
- la fosse Stanislas (1784-1787, Vieux-Condé)
- la fosse Léonard (1785-1897, Vieux-Condé)
- les avaleresses Carniaux (1785-1785, Escautpont)
- l'avaleresse des Quatre Pagnons (1785-1787, Fresnes-sur-Escaut)
- la fosse des Rameaux (1786-1843 et 1786-1826, Fresnes-sur-Escaut)
- la fosse de l'Avocat (1787-1789, Vieux-Condé)
- la fosse du Bois (1787-1793, Fresnes-sur-Escaut[note 3])
- la fosse Saint-Jean (1788-1854, Vieux-Condé)
- l'avaleresse de 1789 n° 1 (1789-1789, Saint-Saulve)[note 2]
- l'avaleresse de 1789 n° 2 (1789-1789, Saint-Saulve)[note 2]
- l'avaleresse du Pied (1791-1791, Fresnes-sur-Escaut)
- l'avaleresse d'Hergnies (1791-1791, Hergnies)
- l'avaleresse de l'Espérance (1795-1795, Petite-Forêt)
- la fosse des Viviers (1796-1824 et 1796-1830, Fresnes-sur-Escaut)
- la fosse du Verger (1797-1878, Anzin)
- la fosse du Moulin (1798-1903, Anzin)
- l'avaleresse Désirée (1799-1805, Aubry-du-Hainaut[note 4])
- la fosse Saint-Jacques (1801-1822, Fresnes-sur-Escaut)
- la fosse Bonne Part (1802-1913 et 1802-1882, Fresnes-sur-Escaut)
- la fosse Trou Martin (1803-1969, Vieux-Condé)
- la fosse Saint-Joseph (1803-1839 et 1805-1840, Valenciennes)
- la fosse Sainte-Barbe (1804-1835, Vieux-Condé)
- l'avaleresse Saint-Grégoire (1805-1806, Hergnies)
- l'avaleresse des Prés (1805-1805, Fresnes-sur-Escaut)
- la fosse Saint-Rémy (1805-1884, Fresnes-sur-Escaut)
- la fosse de l'Écluse (1805-1834, Valenciennes)
- la fosse d'Hergnies (1806-1854, Hergnies)
- la fosse Saint-Charles (1806-1840, Valenciennes)
- l'avaleresse Cauliez (avant 1807, Saint-Saulve)[note 2]
- la fosse Marie-Louise (1809-1835, Vieux-Condé)
- l'avaleresse de 1811 (1811-1811, Saint-Saulve)[note 2]
- l'avaleresse du Moulinet (1812-1814, Valenciennes)
- la fosse du Grand Wez (1812-1879, Fresnes-sur-Escaut)
- la fosse Neuve Machine (1816-1916, Vieux-Condé)
- la fosse de la Cave (1816-1818 et 1817-1879, Anzin)
- la fosse d'Outre Wez (1817-1916, Fresnes-sur-Escaut)
- la fosse La Sentinelle (1818-1852, La Sentinelle)
- la fosse Bon Air (1819-1843, La Sentinelle)
- la fosse Saint-Louis (1821-1953, Anzin)
- la fosse du Sarteau (1822-1862 et 1823-1861, Fresnes-sur-Escaut[note 5])
- la fosse La Pensée (1822-1950, Abscon)
- la fosse de la Régie (1824-1858, Valenciennes)
- la fosse Réussite (1824-1949, Valenciennes)
- la fosse Villars (1826-1894 et 1829-1887, Denain)
- la fosse Ernest (1826-1894, La Sentinelle)
- la fosse Pauline (1826-1867, La Sentinelle)
- la fosse Vedette (1826-1857, La Sentinelle)
- la fosse Turenne (1828-1888, Denain)
- la fosse Bayard (1829-1887, Denain)
- la fosse Saint-Mark (1830-1968 et 1887-1968, Escaudain)
- la fosse Jean Bart (1831-1881, Denain)
- la fosse Mathilde (1831-1863, Denain)
- la fosse Orléans (1832-1901, Denain)
- la fosse Napoléon (1833-1864, Denain)
- la fosse Laurent (1833-1884, Hergnies)
- la fosse Bellevue (1834-1844, Denain)
- la fosse Amaury (1834-1912, Hergnies)
- la fosse Taffin (1834-1856, Odomez)
- la fosse Sophie (1835-1867, Hergnies)
- la fosse Casimir (1835-1885, Denain)
- la fosse Renard (1836-1948 et 1873-1948, Denain)
- la fosse Jennings (1837-1855, Escaudain)
- la fosse d'Escaudain (1838-1855, Escaudain)
- la fosse des Tertres (1838-1845, Hasnon)[note 6]
- la fosse des Prés Barrés (1839-1845, Hasnon)[note 6]
- la fosse des Bouils (1840-1843, Hasnon)[note 6]
- la fosse Chabaud-Latour (1842-1868, Denain)
- la fosse Ernestine (1841-1943, Denain)
- la fosse Joseph Périer (1841-1918, Denain)
- la fosse Davy (1843-1942, La Sentinelle)
- l'avaleresse Bois du Roi (1843-1854, Condé-sur-l'Escaut)
- l'avaleresse Coq Hardi (1843-1854, Condé-sur-l'Escaut)
- l'avaleresse de l'Escaut (1848-1848, Anzin)
- la fosse Lebret (1849-1868, Denain)
- la fosse Élise (1851-1867, Escaudain)
- la fosse Enclos (1853-1948 et 1891-1948, Denain)
- la fosse Vieux-Condé (1854-1972 et 1907-1972, Vieux-Condé)
- la fosse de Rœulx (1854-1939 et 1854-1958, Escaudain)
- la fosse d'Hérin (1854-1936 et 1890-1936, Hérin)
- la fosse Thiers (1856-1955, Saint-Saulve)
- la fosse Casimir-Perier (1856-1969, Somain)
- la fosse d'Haveluy (1866-1936, Haveluy)
- la fosse Chabaud-Latour (1873-1910, Condé-sur-l'Escaut)
- l'avaleresse d'Hasnon (1875-1875, Wallers)
- la fosse Lambrecht (1879-1954 et 1888-1954, Wallers)
- la fosse Audiffret-Pasquier (1880-1967 et 1888-1967, Escaudain)
- la fosse La Grange (1884-1975 et 1894-1975, Raismes)
- la fosse de la Cuvette (1886-1941, Escaudain)
- la fosse Blignières (1893-1953, Wavrechain-sous-Denain)
- la fosse Cuvinot (1894-1968, Onnaing)
- la fosse Arenberg (1900-1989 et 1954-1989, Wallers)
- la fosse Ledoux (1901-1988 et 1902-1988, Condé-sur-l'Escaut)
- la fosse Agache (1907-1976 et 1908-1976, Fenain)
- la fosse Sabatier (1910-1980, Raismes)
- la fosse Heurteau (1927-1965, Hornaing)
- la fendue Saint-Georges après la nationalisation, Condé-sur-l'Escaut[I 3]